# MS-134
 A rodovia  MS-134  também chamada  Auro Soares de Andrade  é uma rodovia estadual que liga o distrito de Nova Casa Verde no município de Nova Andradina , MS ao Porto São João nas margens do Rio Paraná no município de Batayporã , MS.

## Percurso
Indo de Norte a Sudeste , entre Nova Casa Verde e Nova Andradina a rodovia é conhecida como Auro Soares de Moura Andrade, possui pavimentação simples, passando por vários assentamentos agrícolas. 
Entre Nova Andradina e Batayporã há uma intersecção com a BR-376 onde o trecho é duplicado e conhecido como  Rodovia Alcides Sãovesso.
Entre Batayporã a Porto São João , trecho muito importante para escoamento de grãos ,a estrada é não pavimentada , porém cascalhada.

## Projeto de Reestruturação
Em 2017 foi proposto um novo trecho para a passagem desta  rodovia  por Taquarussu,  Mato Grosso do Sul , onde seria construído um trecho pavimentado para escoamento de soja até as margens do Rio Paraná,  com a construção conjunta de uma ponte ligando o Mato Grosso do Sul ao estado do Paraná , porém tal projeto não se desenvolveu 
1. ↑  «www.pmna.ms.gov.br/noticias/geral/andre-autoriza-inicio-de-obras-em-nova-andradina»
2. ↑  «www.campograndenews.com.br/brasil/cidades/uniao-autoriza-estudo-para-construcao-de-ponte-sobre-o-rio-parana-em-ms»